# Takashi Suhara
Takashi Suhara (栖原 隆史 Suhara Takashi?) es un animador, director y guionista gráfico de anime japonés, conocido sobre todo por su trabajo con el estudio Ufotable.

## Trayectoria
Es graduado de la Universidad de Arte de Osaka. Durante su época universitaria, colaboró en la producción de animaciones independientes de Yūichi Terao, un compañero de clases que, para 2018, se desempeñaba como jefe del departamento de imágenes digitales en Ufotable. Tras finalizar sus estudios, Suhara, quien siempre tuvo pasión por el dibujo, se enteró de que Terao había ingresado a Ufotable, lo que lo motivó a unirse a la compañía en la primavera de 2006.
Después de unirse a la empresa, trabajó como intercalador y animador de segunda clave. En 2009, en Kara no Kyōkai: A Study in Murder - Part 2, se encargó por primera vez de la animación clave. Además, como había expresado su deseo de dedicarse a la dirección al presidente de Ufotable, Hikaru Kondō, se le asignó la tarea de limpiar los guiones gráficos que Kondō había elaborado para la película. Posteriormente, aunque se le ofreció trabajar en la dirección de Fate/Zero, inicialmente lo rechazó debido a su corta carrera como animador, de solo cinco años. Sin embargo, finalmente asumió la responsabilidad del guion gráfico y la dirección del episodio 9 de la primera temporada. Más adelante, también se encargó del guion gráfico y la dirección del episodio 4 de la segunda temporada, marcando así su debut como director.
En Fate/stay night: Unlimited Blade Works, se encargó del guion gráfico y la dirección del episodio 20, considerado el episodio más importante de la serie. El autor original, Kinoko Nasu, había realizado grandes modificaciones en el guion de este episodio, describiéndolo como "el mayor desafío". Este guion fue reestructurado para adaptarlo al formato animado. La representación del estilo narrativo de Nasu y las escenas introspectivas recibieron grandes elogios de Nasu, del diseñador de personajes original, Takashi Takeuchi, del director Takahiro Miura, y de los espectadores.
En Katsugeki/Tōken Ranbu, además de encargarse del guion gráfico y la dirección del episodio 9, también participó como coguionista, marcando su debut como guionista.
Después de colaborar en el diseño artístico de Kimetsu no Yaiba en 2019, asumió por primera vez el diseño artístico en la película Fate/stay night Movie: Heaven's Feel - III. Spring Song. Además, trabajó en el diseño de utilería junto con Shōji Koyama, un diseñador de utilería de Ufotable.
Debido a su afición por los dramas de época, a menudo se encarga del guion gráfico y la dirección de episodios que incluyen escenas de combate con espadas. Considera al director Takayuki Hirao como su mayor inspiración, y desde God Eater Online, ha tomado el relevo en la dirección de las secuencias animadas de la serie de videojuegos God Eater, trabajo que anteriormente realizaba Hirao. También dirigió las secuencias animadas del videojuego Code Vein, desarrollado por el mismo equipo de God Eater.
Hasta 2021, sigue trabajando en Ufotable como director de animación para videojuegos, además de desempeñarse en diversos roles como guionista, guionista gráfico, director, animador clave, diseñador artístico y diseñador de utilería.

## Trabajos

### Anime

#### Series de televisión
| Año  | Título                                            | Director(es)              | Estudio                          | Funciones | Refs.  |
| ---- | ------------------------------------------------- | ------------------------- | -------------------------------- | --- | ------ |
| 2006 | Coyote Ragtime Show                               | Matsuri Ōse Takuya Nonaka | Ufotable                         | Animación intermedia (#1-6, 10-12; Ufotable) Segunda animación clave (#4, 6, 10-12) | [ 4 ]  |
| 2007 | Gakuen Utopia Manabi Straight!                    | Team Manabibeya           | Ufotable                         | Animación intermedia (#1-7, 10-12; Ufotable) Segunda animación clave (#1-3, 5, 7, 10-12) | [ 5 ]  |
| 2007 | Moyashimon                                        | Yūichirō Yano             | Telecom Animation Film Shirogumi | Animación intermedia (#8) | [ 6 ]  |
| 2008 | Nijū Mensō no Musume                              | Nobuo Tomizawa            | Bones Telecom Animation Film     | Animación intermedia (#20) | [ 7 ]  |
| 2008 | Tetsuwan Birdy Decode                             | Kazuki Akane              | A-1 Pictures                     | Animación intermedia (#5, 12; Ufotable) | [ 8 ]  |
| 2008 | Inazuma Eleven                                    | Katsuhito Akiyama         | OLM                              | Segunda animación clave (#49) | [ 9 ]  |
| 2009 | White Album                                       | Akira Yoshimura           | Seven Arcs                       | Animación intermedia (#Ufotable) | [ 10 ] |
| 2009 | White Album 2nd Season                            | Taizō Yoshida             | Seven Arcs                       | Animación intermedia (#Ufotable) | [ 11 ] |
| 2011 | Fate/Zero                                         | Ei Aoki                   | Ufotable                         | Director de episodios (#4, 9) Guionista gráfico (#4, 9) Segunda animación clave (#10; ED) Animación clave (#4, 9, 11; OP) | [ 12 ] |
| 2012 | Fate/Zero 2                                       | Ei Aoki                   | Ufotable                         | Director de episodios (#16, 18) Guionista gráfico (#16, 18) Segunda animación clave (#21) Animación clave (#18, 23; OP) | [ 13 ] |
| 2014 | Fate/stay night: Unlimited Blade Works            | Takahiro Miura            | Ufotable                         | Director de episodios (#2, 7) Guionista gráfico (#7, 11) Director de unidad (#ED) Animación clave (#2, 7) | [ 14 ] |
| 2015 | Fate/stay night: Unlimited Blade Works 2nd Season | Takahiro Miura            | Ufotable                         | Director de episodio (#21) Asistente de director de episodio (#19) Guionista gráfico (#14, 19-20) Animación clave (#25) | [ 15 ] |
| 2015 | God Eater                                         | Takayuki Hirao            | Ufotable                         | Director de episodios (#3, 8) Animación clave (#3, 8) Segunda animación clave (#4) | [ 16 ] |
| 2016 | Tales of Zestiria the Cross                       | Haruo Sotozaki            | Ufotable                         | Director de episodios (#3, 8) Animación clave (#3, 8) Segunda animación clave (#4) | [ 17 ] |
| 2017 | Tales of Zestiria the Cross 2nd Season            | Haruo Sotozaki            | Ufotable                         | Director de episodios (#7, 11) Guionista gráfico (#7, 10-11) Animación clave (#7, 11) | [ 17 ] |
| 2017 | Katsugeki/Tōken Ranbu                             | Toshiyuki Shirai          | Ufotable                         | Director de episodios (#13, 21) Guionista gráfico (#13, 21) Asistente de guionista gráfico (#25) Segunda animación clave (#22)                                                                                                   | [ 18 ] |
| 2019 | Kimetsu no Yaiba                                  | Haruo Sotozaki            | Ufotable                         | Director de episodios (#5, 20) Director de episodio asistente (#26) Guionista gráfico (#5, 20, 22-23) Asistente de diseño artístico (#4-5, 17, 20, 25-26) Animación clave (#4-18, 20-26; ED) Segunda animación clave (#2, 17-18) | [ 19 ] |
| 2021 | Kimetsu no Yaiba: Mugen Ressha-hen Arc TV         | Haruo Sotozaki            | Ufotable                         | Director de episodio asistente (#3) Guionista gráfico (#1) Diseño artístico (#1) | [ 20 ] |
| 2021 | Kimetsu no Yaiba: Yukaku-hen                      | Haruo Sotozaki            | Ufotable                         | Director de episodio (#2) Guionista gráfico (#1-3, 11) Asistente de diseño artístico (#2-11) Segunda animación clave (#8) | [ 21 ] |
| 2023 | Kimetsu no Yaiba: Katanakaji no Sato-hen          | Haruo Sotozaki            | Ufotable                         | Director de episodios (#1, 11; Ufotable) Guionista gráfico (#1, 11; Ufotable) Animación clave (#1, 11) | [ 22 ] |
| 2024 | Kimetsu no Yaiba: Hashira Geiko-hen               | Haruo Sotozaki            | Ufotable                         | Director de episodio (#1; Ufotable) Guionista gráfico (#1, 7-8; Ufotable) Asistente de diseño artístico (#1; Ufotable) Animación clave (#1; Ufotable)                                                                            | [ 23 ] |

#### Películas
| Año  | Título                                                   | Director(es)      | Estudio      | Funciones                                                | Refs.  |
| ---- | -------------------------------------------------------- | ----------------- | ------------ | -------------------------------------------------------- | ------ |
| 2007 | Kara no Kyōkai: Overlooking View                         | Ei Aoki           | Ufotable     | Animación intermedia (#Ufotable) Segunda animación clave | [ 24 ] |
| 2007 | Kara no Kyōkai: A Study in Murder - Part 1               | Takuya Nonaka     | Ufotable     | Animación intermedia (#Ufotable) Segunda animación clave | [ 24 ] |
| 2008 | Kara no Kyōkai: Remaining Sense Of Pain                  | Mitsuru Obunai    | Ufotable     | Animación intermedia (#Ufotable)                         | [ 24 ] |
| 2008 | Kara no Kyōkai: The Hollow Shrine                        | Teiichi Takiguchi | Ufotable     | Animación intermedia (#Ufotable)                         | [ 24 ] |
| 2008 | Kara no Kyōkai: Paradox Spiral                           | Takayuki Hirao    | Ufotable     | Animación intermedia (#Ufotable)                         | [ 24 ] |
| 2008 | Kara no Kyōkai: Oblivion Recording                       | Takahiro Miura    | Ufotable     | Animación intermedia (#Ufotable)                         | [ 24 ] |
| 2009 | Kara no Kyōkai: A Study in Murder - Part 2               | Shinsuke Takizawa | Ufotable     | Animación clave                                          | [ 24 ] |
| 2009 | Uchū Show e Yōkoso                                       | Kōji Masunari     | A-1 Pictures | Animación intermedia (#Ufotable)                         | [ 25 ] |
| 2011 | Gyo                                                      | Takayuki Hirao    | Ufotable     | Animación clave                                          | [ 26 ] |
| 2017 | Fate/stay night Movie: Heaven's Feel - I. Presage Flower | Tomonori Sudō     | Ufotable     | Segunda animación clave                                  | [ 27 ] |
| 2020 | Fate/stay night Movie: Heaven's Feel - III. Spring Song  | Tomonori Sudō     | Ufotable     | Diseño de utilería Diseño artístico Animación clave      | [ 28 ] |
| 2020 | Kimetsu no Yaiba: Mugen Ressha-hen                       | Haruo Sotozaki    | Ufotable     | Director de unidad asistente Animación clave (#Ufotable) | [ 29 ] |

#### ONAs
| Año  | Título                        | Director(es)                | Estudio  | Funciones                                                                          | Refs.  |
| ---- | ----------------------------- | --------------------------- | -------- | ---------------------------------------------------------------------------------- | ------ |
| 2018 | Emiya-san Chi no Kyō no Gohan | Takahiro Miura Tetsuto Satō | Ufotable | Director de episodios (#4, 10) Guionista gráfico (#4, 10) Animación clave (#4; OP) | [ 30 ] |

#### OVAs
| Año  | Título                                       | Director(es)  | Estudio           | Funciones                        | Refs.  |
| ---- | -------------------------------------------- | ------------- | ----------------- | -------------------------------- | ------ |
| 2009 | Meitantei Conan OVA 09: 10-nengo no Stranger | Kōjin Ochi    | TMS Entertainment | Animación intermedia (#Ufotable) | [ 31 ] |
| 2012 | Minori Scramble!                             | Takuya Nonaka | Ufotable          | Animación clave (#1; OP)         | [ 32 ] |

#### Especiales
| Año  | Título                                  | Director(es)   | Estudio  | Funciones                                                               | Refs.  |
| ---- | --------------------------------------- | -------------- | -------- | ----------------------------------------------------------------------- | ------ |
| 2009 | God Eater Prologue                      | Takayuki Hirao | Ufotable | Segunda animación clave                                                 | [ 33 ] |
| 2012 | Fate/Zero: Onegai! Einzbern Sōdanshitsu | Desconocido    | Ufotable | Director de episodio (#4) Guionista gráfico (#4-5) Animación clave (#6) | [ 34 ] |

### Videojuegos
| Año  | Título            | Funciones                                            | Refs.  |
| ---- | ----------------- | ---------------------------------------------------- | ------ |
| 2011 | Tales of Xillia   | Guionista gráfico                                    | [ 35 ] |
| 2012 | Tales of Xillia 2 | Director de unidad Guionista gráfico                 | [ 35 ] |
| 2017 | God Eater Online  | Guionista gráfico                                    | [ 35 ] |
| 2018 | God Eater 3       | Director de escenas Guionista gráfico                | [ 35 ] |
| 2019 | Code Vein         | Director de cinemática de apertura Guionista gráfico | [ 35 ] |